# Сторчак Ярослав Сергійович
Сторча́к Яросла́в Сергі́йович — сержант[джерело?] Збройних сил України.
Випускник Центральноукраїнського педагогічного університету, факультет історії й права.
Брав участь у боях на сході Україні в складі 3-го окремого полку.

## Нагороди
За особисту мужність і героїзм, виявлені у захисті державного суверенітету та територіальної цілісності України, вірність військовій присязі, відзначений — нагороджений
- 27 червня 2015 року — орденом «За мужність» III ступеня,